# الساموراي (فلم)
الساموراي (بالإنجليزية: The Samurai) (بالفرنسية: Le Samouraï) هو فيلم جريمة من نوع السينما المظلمة الجديدة neo-noir (أفلام جريمة ودراما ترتكز على التهكم والتشاؤم والدوافع الجنسية) عام 1967 من تأليف وإخراج جان بيير ميلفيل. يحكي الفيلم عن قاتل محترف يُدعى جيف كوستيللو. الفيلم من بطولة آلان ديلون وفرانسوا بيرييه وناتالي ديلون وكاثي روزير. صدر الفيلم في 25 أكتوبر 1967، وتلقى ثناء على السيناريو واخراج ملفيل، وأداء ديلون. حقق الفيلم أكثر من 1.2 مليون دولار في فرنسا وأكثر من 0.75 مليون دولار في جميع أنحاء إسبانيا. صدرت نسخة مُدبلجة في الولايات المتحدة في عام 1972 باسم «جودسون».

## طاقم التمثيل
- آلان ديلون: في دور جيف كوستيلو

- فرانسوا بيرييه: في دور رئيس الشرطة

- ناتالي ديلون: في دور جين لاجرانج

- كاتي روزير: في دور فاليري

- جاك ليروي: في دور رجل في الممر

- ميشيل بواسروند: في دور وينر

- روبرت فافارت: في دور النادل

- جان بيير بوسير: في دور أوليفييه ري

- كاثرين جوردان: في دور فتاة القبعة

- روجر فراديت وكارلو نيل وروبرت روندو: في أدوار مفتشين شرطة[6]

## احداث الفيلم
يعيش القاتل جيف كوستيلو (ديلون) في شقة من غرفة واحدة في باريس يشتمل أثاثها المتقشف على طائر صغير في قفص. يتضمن أسلوب عمل كوستيلو المنهجي إنشاء أدلة برأة محكمة، بما في ذلك تلك التي قدمها لحبيبته جين (ناتالي ديلون). ومع ذلك، بعد تنفيذ عقد قتل صاحب ملهى ليلي، يشاهده عديد من الشهود وهو يغادر النادي، بما في ذلك عازفة البيانو بالنادي فاليري (كاثي روزير) ونادل وآخرين. تتناقض شهاداتهم مع بعضها البعض، ولكن بعد جمع العديد من المشتبه بهم، بما في ذلك جيف، يعتقد ضابط التحقيق (فرانسوا بيرييه) أن كوستيلو هو رجله، بناءً على إفادات الشاهد وحجة كوستيلو بتواجده مع جين. يهرب كوستيلو من مراقبة رجال الشرطة ويذهب لتحصيل أتعابه من وسيط أرسله صاحب العمل، لكن الرجل يطلق النار على كوستيلو ويصيبه. يدرك كوستيلو أن تحقيق الشرطة قد عرّضه للخطر وعرّضه لخطر جسيم مع من يعمل لديهم. بعد تضميد جرحه، يعود كوستيلو إلى الملهى الليلي ويلتقي مع فاليري، التي تقوده إلى منزلها. يشعر بالإمتنان لها، لكنه لا يفهم لماذا كذبت على الشرطة عندما رأته بوضوح بعد القتل. في غضون ذلك، ينقض رجال الشرطة على غرفته، مما يؤدي إلى إثارة الطائر في قفصه، وعند عودة كوستيللو، يلاحظ بعض الريش الفضفاض المنتشر حول القفص والطائر يتصرف بشكل غريب، ويشتبه في وجود اقتحام، يقوم بتفتيش غرفته، ويجد جهاز تسجيل صغير ويقوم بتعطيله.
تفتش الشرطة شقة جين وتعرض عليها صفقة، بالتراجع عن حجة غياب كوستيللو المشكوك فيها، وفي المقابل سيتركونها وشأنها، لكن جين ترفض العرض. يعود كوستيلو إلى شقته ليجد من يعطيه اتعابه ويعرض عليه عقدًا آخر. يتعارك كوستيلو مع الرجل ويجبره على الكشف عن هوية رئيسه، ويعرف انه أوليفييه راي (جان بيير بوسير). يحاول العديد من رجال الشرطة السريين متابعة كوستيلو في مترو، لكنه يراوغهم مرة أخرى. يقوم كوستيللو بزيارة لجين ويؤكد لها أن كل شيء على ما يرام، ثم يقود سيارته إلى منزل راي، والذي يتضح أنه يقيم مع فاليري. يقتل كوستيلو راي ويعود إلى الملهى الليلي، ولكن هذه المرة لا يحاول إخفاء وجوده، فهو يسلم قبعته عند المدخل، ويترك بطاقة استعادة القبعة على المنضدة ويرتدي قفازات بيضاء، تلك التي يرتديها أثناء القتل، على مرأى ومسمع الجميع. يمشي إلى المسرح حيث تعزف فاليري على البيانو، والتي تنصحته بالمغادرة، لكنه يخرج بندقيته ويوجهها نحوها، وتسأله بهدوء «لماذا يا جيف؟» ويجيب: «لقد دفعت لي». ترن طلقات نارية، لكنها ليست من بندقية كوستيلو. يتقدم ثلاثة من رجال الشرطة ويكشفون عن أنفسهم. كوستيلو يسقط على الأرض ميتا، ويخبر مفتش الشرطة فاليري أنها محظوظة لوجودهم هناك، ويلتقط المفتش مسدس كوستيلو، ويجده فارغ، ويعرف ان كوستيللو أزال كل الرصاصات قبل دخوله النادي.

## الإنتاج
كتب ميلفيل الفيلم خصيصًا لديلون، وكان هذا أول فيلم لناتالي ساند زوجة ديلون. تقدم ديلون بطلب الطلاق بعد إنتهاء إنتاج الفيلم، وأصبح الطلاق رسميًا في فبراير 1969 ومنحت الزوجة حضانة ابنهما أنتوني.
كان فرانسوا بيرييه، الذي وقع اختيار المخرج عليه لأداء دور مفتش الشرطة، ممثلاً كوميديًا. احترق استوديو جينر الخاص بملفيل اثناء تصوير الفيلم، مما استدعى الانتقال إلى استوديو آخر. ذكر ميلفيل أنه صور في الأصل كوستيلو وهو يواجه موته بابتسامة، ولكنه غضب وقام بتغيير المشهد بعد أن اكتشف أن ديلون قد استخدم بالفعل مشهد موت مبتسمًا في فيلم آخر من أفلامه.

## إصدار الفيلم واستقباله
- صدر الفيلم في 25 أكتوبر 1967، وتلقى آراء إيجابية مع الثناء على كتابة السيناريو والإخراج لملفيل، وأداء ديلون، وحصل على تصنيف 100 ٪ في موقع تجميع آراء النقاد الطماطم الفاسدة بناءً على 30 تقييمًا من النقاد.[11]
- حصل الفيلم على المرتبة 39 في مجلة إمباير لأفضل 100 فيلم في السينما العالمية عام 2010.[12]
- وصفت مجلة "فاراياتي" الفيلم بأنه "يبدو مهيبًا بعض الشيء لإدخال كل التشويق، والعمل والتوصيف الذي يسعى إليه ميلفيل، ويبدو أنه فيلم أمريكي مدبلج إلى الفرنسية".[13]
- وصف الناقد فينسينت كانبي من صحيفة نيويورك تايمز الفيلم بأنه «منظم جداً»، لكنه انتقد الدبلجة في نسخة عام 1972 التي صدرت في الولايات المتحدة.[14]
- حصل الفيلم على تصنيف 8.1 / 10 في موقع «أي ام دي بي» بناءً على 40515 صوتًا.[15]
- منح روجر إيبرت للفيلم (أربعة من أربعة) في نقده، حيث كتب: «مثل الرسام أو الموسيقي، يمكن للمخرج أن يقدم إتقانًا تامًا ببضع ضربات فقط. يشركنا جان بيير ميلفيل في تعويذة عام 1967»الساموراي «قبل النطق بكلمة واحدة، يفعل ذلك بالضوء البارد مثل الفجر في يوم قبيح، واللون الرمادي والأزرق، والأفعال التي تتحدث بدلاً من الكلمات»، حتى أن إيبرت منح الفيلم عنوان«فيلم رائع».[16]

## شباك التذاكر
حقق الفيلم أكثر من 1.2 مليون دولار في فرنسا وأكثر من 797011 دولار في جميع أنحاء إسبانيا، وفي أول عطلة نهاية أسبوع للفيلم في فرنسا، بلغ إجمالي الأرباح 509.729 دولارًا.

## وصلات خارجية
مقالات تستعمل روابط فنية بلا صلة مع ويكي بيانات